# Dois Riachos (Salgado de São Félix)
Dois Riachos é um distrito integrante do município brasileiro de Salgado de São Félix, estado da Paraíba. Localiza-se à aproximadamente 5,5 km do centro do município, às margens do Rio Paraíba.
Foi criado pela lei estadual n° 4234, de 19 de maio de 1981. A população local gira em torno de 900 a 1.000 pessoas.

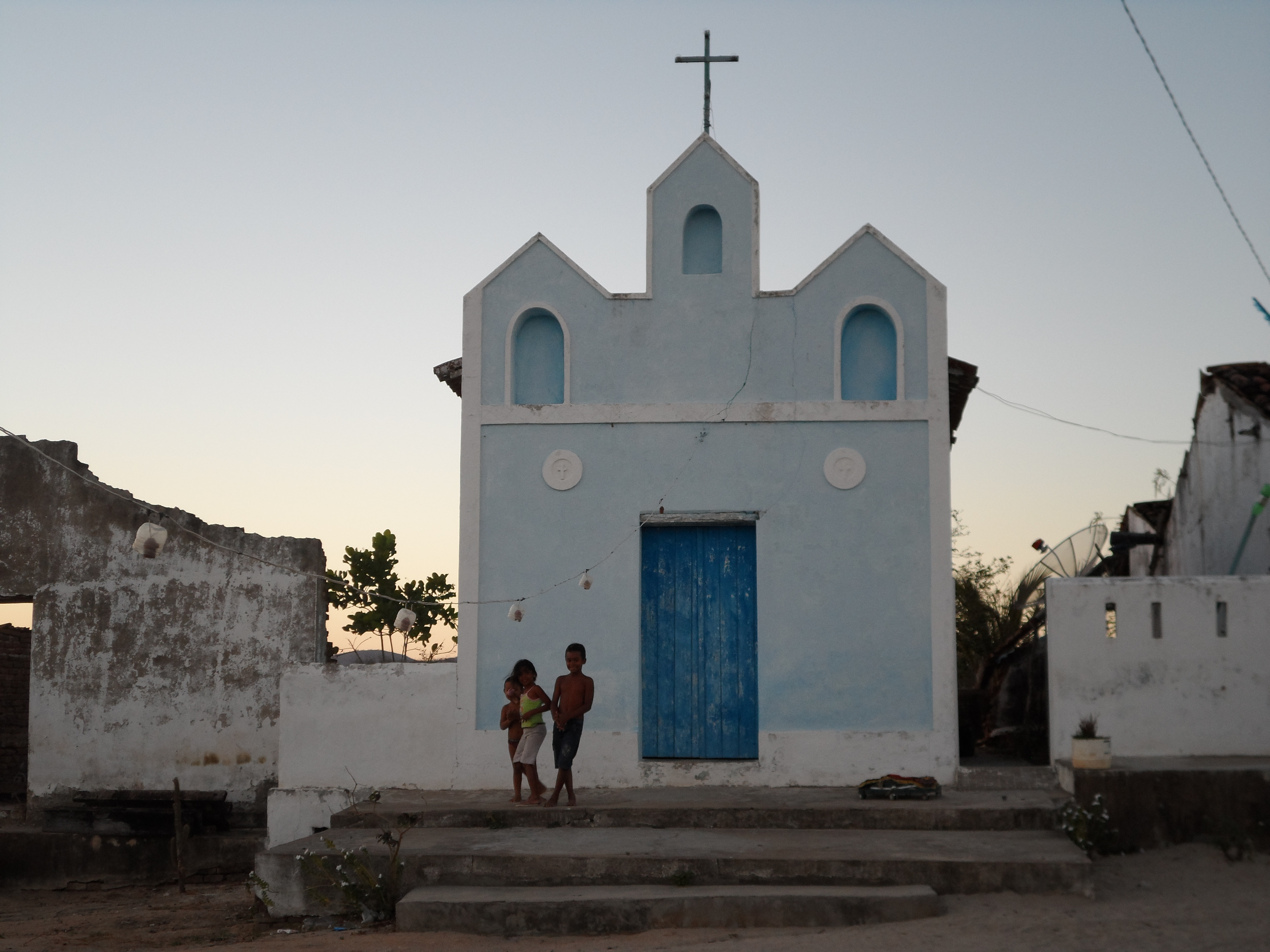
Capela no alto Manoel Marinho
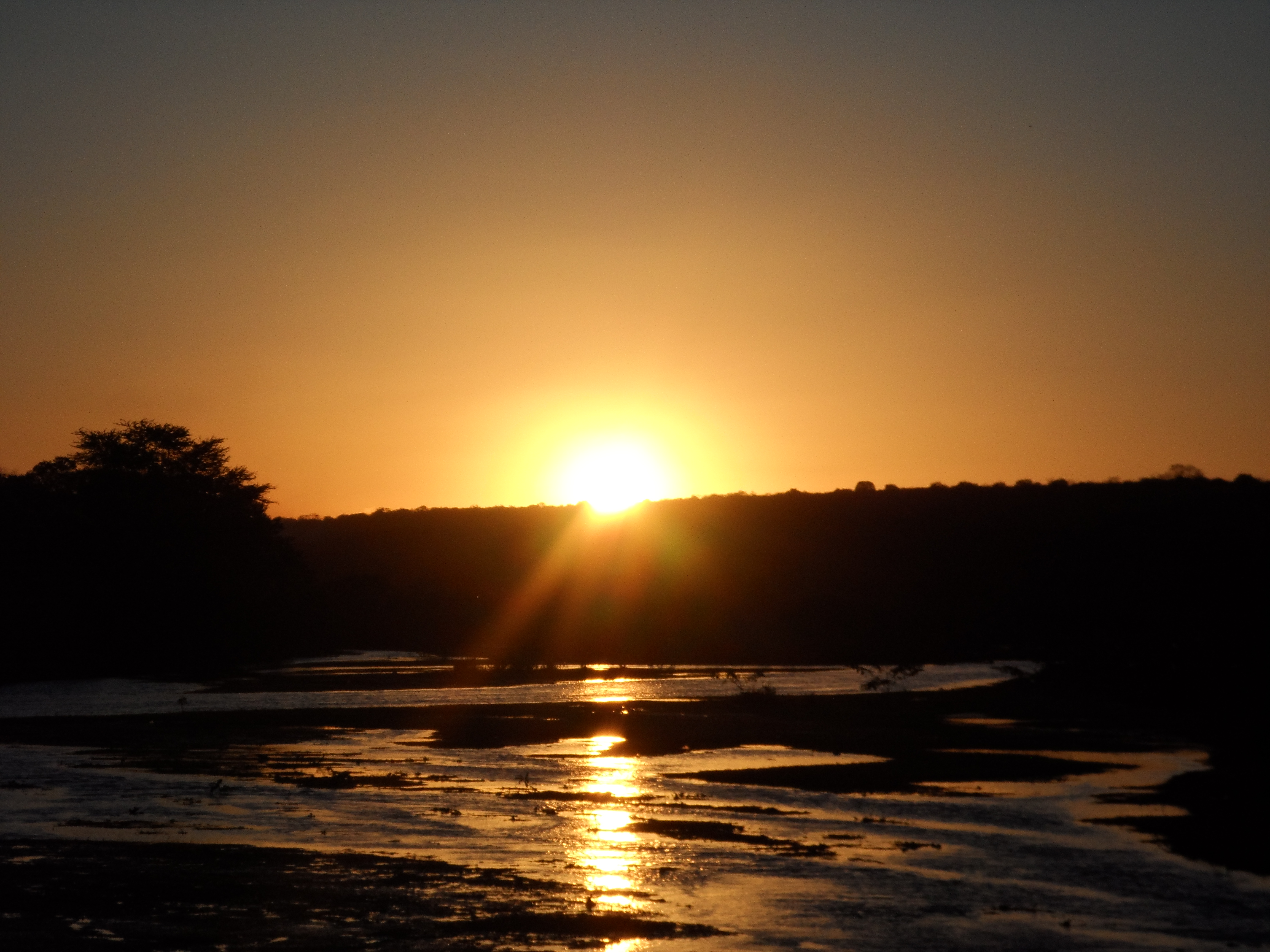
Rio Paraíba
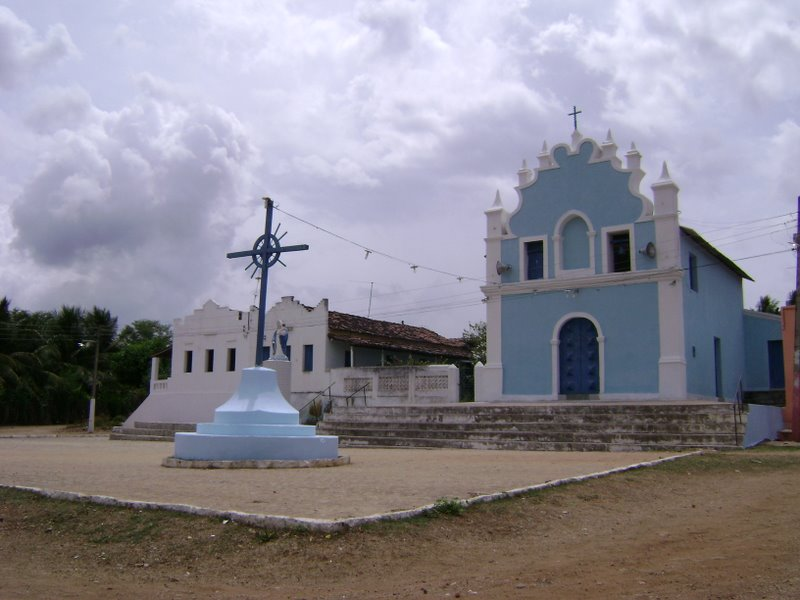
Templo Católico de Dois Riachos

O início da ocupação da área do atual Distrito Dois Riachos teve início em meados do século XVIII, através de “tropeiros” que cruzavam a região e dentre os locais do descanso utilizados pelo caminho está Dois Riachos, além de outros locais pelo interior paraibano. Estima-se que o núcleo de povoamento desenvolveu-se a partir de um curral que abrigava os animais das tropas de tropeiros que andavam pela região e que ficaria próximo ao atual largo da Igreja, dali os tropeiros após os descansos seguiam margeando o atual Rio Ingá (Riacho do Camurin) até a Serra da Borborema nas proximidades de Riachão do Bacamarte de onde partiam para Campina Grande.
Segundo dados da cartilha "Salgado de são Félix, desenvolvida pelo projeto Rondon em parceria com a UFFRJ, o povoamento de fato só se deu porém, depois da Criação da Sesmaria de Dois Riachos doada ao capitão Caetano Leitão de Vasconcelos em 14 de Abril de 1726 depois que as terras do vale do Paraíba começaram a ser ocupadas com a primeira sesmaria de Itabaiana a partir da localidade de Maracaípe em 1663.
De posse das terras, o capitão Leitão de Vasconcelos deu início a colonização da região com criação bovina de sua propriedade e logo os primeiros moradores, responsáveis pela criação desses animais se fixaram onde atualmente é o largo da Igreja Nossa Senhora do Terço.
DESENOLVIMENTO DE UMA VILA
Com a fixação de moradores e a catequização feita pelos Jesuítas em toda a região a partir da missão do Pilar, a população da localidade deu início a construção de um templo católico em honra a Nossa Senhora do Terço em meados de 1813, o referido templo veio a cair e apenas o altar ficou de pé, porém em 2004 devido à falta de conservação e a fortes chuvas este também veio a ir ao chão, de tudo resta apenas o cruzeiro que está na lateral da atual igreja da localidade. Para a construção da Igreja a Diocese de Parahyba, na época, teria recebido uma porção de terras do então proprietário, desde até a atual localização da Igreja contando mais 03 km ao sul (meia légua ou 1500 braças) desde a margem do Rio Paraíba e mais cerca de 1 km à Oeste, esta quantia veio a ser revertida com um acordo feito com o Sr Odilon Maroja que tinha na época suas terras limítrofes as da Igreja, com isso cerca de 4km foram retirados do terreno ficando a então paróquia de Nossa Senhora das Dores (Mogeiro - PB), com um terreno ao redor do templo que compreende mais ou menos 900 m².
Assim sendo a Vila se constituiu como um aglomerado de casas compreendo o terreno da Igreja formando em uma linha paralela a mesma um agrupamento de residências, algumas outras casas na rua que dava acesso a quem vem de Salgado de São Félix e uma outra certa quantidade de casas distribuídas em ruas e travessas por trás da Igreja.
O único ponto comercial existente na vila era uma mercearia localizada em frente ao atual Mercadinho Santo Antônio, na rua principal de Dois Riachos, que durante muito tempo supriu as necessidades de utensílios dos moradores da Vila e das redondezas. 
Após a ocupação de Dois Riachos teve início a colonização das margens do Rio Paraíba rumo ao oeste onde se fixaram algumas famílias para prática de agricultura e daí surgiram comunidades como Areal, Riacho dos Currais e “os” Muros. O Comércio e prestação de serviços se desenvolveram de forma melhor durante os anos 90, com a instalação de outros pontos comerciais pela comunidade.
ASPECTOS HISTÓRICOS E CULTURAIS
No secúlo XIX o Nordeste brasileiro foi assolado por um surto de cólera que dizimou a vida de milhares de pessoas. Numa época em que a assistência médica era escassa e restrita aos centro urbanos não é de se estranhar que muita gente morresse sem assistência. Em Dois Riachos a doença também fez suas vítimas, na época não haviam os cemitérios públicos e os moradores da localidade que morreram foram enterrados ao redor da atual Igreja Nossa Senhora do Terço. 
Dois Riachos já recebeu a visita do bem aventurado Servo de Deus, Frei Damião de Bozzano, sua passagfem foi registrada em fotografias da época, também recebeu a visita pastoral dos Arcebispos da Paraíba Dom Aldo Pagoto (in memorian) e o Dom. Manoel Delson (OFM). 
Há relatos da realização de uma festa no dia de Santos Reis (06 de janeiro) há mais de 200 anos, desde 1813. Essa Festa chamada pelos moradores da região de “festa de reis” acontece até os dias atuais nas proximidades da Igreja. Entre os anos de 1980 e meados de 2004 acontecia também com boa participação dos moradores de Dois Riachos e das redondezas as comemorações alusivas as festas Juninas. Atualmente ainda ocorrem algumas dessas manifestações, porém com pouca participação e empenho da comunidade.
A localidade é ponto de encontro para eventos turísticos do município como cavalgadas, banhos no Rio Paraíba, trilhas ecológicas, bem como a festa de Santo Antônio na Pedra do Sino, em Feira Nova.
É também um ponto central para atendimento médico, escolas, bem como serviços de internet à população da zona rural adjacente. 
O nome da localidade é derivada do encontro de dois pequenos riachos, afluentes do Rio Paraíba, que desembocam exatamente no mesmo local, em margens oposta do rio.
FORMAÇÃO DA IDENTIDADE DE POVO
Como em toda parte do interior do Nordeste, Dois Riachos guarda caracterísitcas que definem a sua identidade e forma de ser de quem é do lugar por meio da identificação com a Festa de Santos Reis no dia 06 de Janeiro. Essa festa é mais uma das centenas de festas de padroeiro que ocorrem pelo interior do nordeste em todas as cidades e que marcam a característica de ser do povo da região. Para isso foram importantes a forte presença da fé católica na formação do pensar, agir e ser do povo de cada lugar, assim como em Dois Riachos, e a dupla identificação do povo com seus padroeiros, de modo que celebrá-los e festejá-los era não só um evento social da comunidade à época, mas um modo de manifestação de pertencimento aquele lugar e aquela história, de modo que as gerações foram passando e as cidades e vilas foram crescendo, essas festas continuaram a ser como um resquício de identidade única entre todos aqueles que são da região, numa espécia de "identidade" local. 